# Sandrine
Sandrine [sɑ̃.dʁin] ist ein französischer weiblicher Vorname.
Er leitet sich von dem Vornamen Sandra ab. Des Weiteren wird er als Diminutiv (Verkleinerungsform) von Alexandrine benutzt.

## Bekannte Namensträgerinnen
- Sandrine Aubert (* 1982), französische Skirennläuferin
- Sandrine Bailly (* 1979), französische Biathletin
- Sandrine Bélier (* 1973), französische Juristin und Politikerin
- Sandrine Bonnaire (* 1967), französische Schauspielerin
- Sandrine Brétigny (* 1984), französische Fußballspielerin
- Sandrine Cantoreggi (* 1969), luxemburgische Violinistin und Hochschullehrerin
- Sandrine Doucet (1959–2019), französische Politikerin
- Sandrine Dusang (* 1984), französische Fußballspielerin
- Sandrine François (* 1980), französische Sängerin
- Sandrine Gruda (* 1987), französische Basketballspielerin
- Sandrine Holt (* 1972), kanadische Schauspielerin
- Sandrine Kiberlain (* 1968), französische Schauspielerin
- Sandrine Lefèvre (* 1972), französische Badmintonspielerin
- Sandrine Mainville (* 1992), kanadische Schwimmerin
- Sandrine Mathivet (* 1968), französische Fußballspielerin
- Sandrine Mittelstädt (* 1977), deutsche Schauspielerin, Sängerin, Hörbuch- und Synchronsprecherin
- Sandrine Piau (* 1965), französische Sopranistin
- Sandrine Roux (* 1966), französische Fußballspielerin
- Sandrine Salerno (* 1971), Schweizer Politikerin (SP)
- Sandrine Soubeyrand (* 1973), französische Fußballspielerin
- Sandrine Testud (* 1972), französische Tennisspielerin